# Dieter Brosz

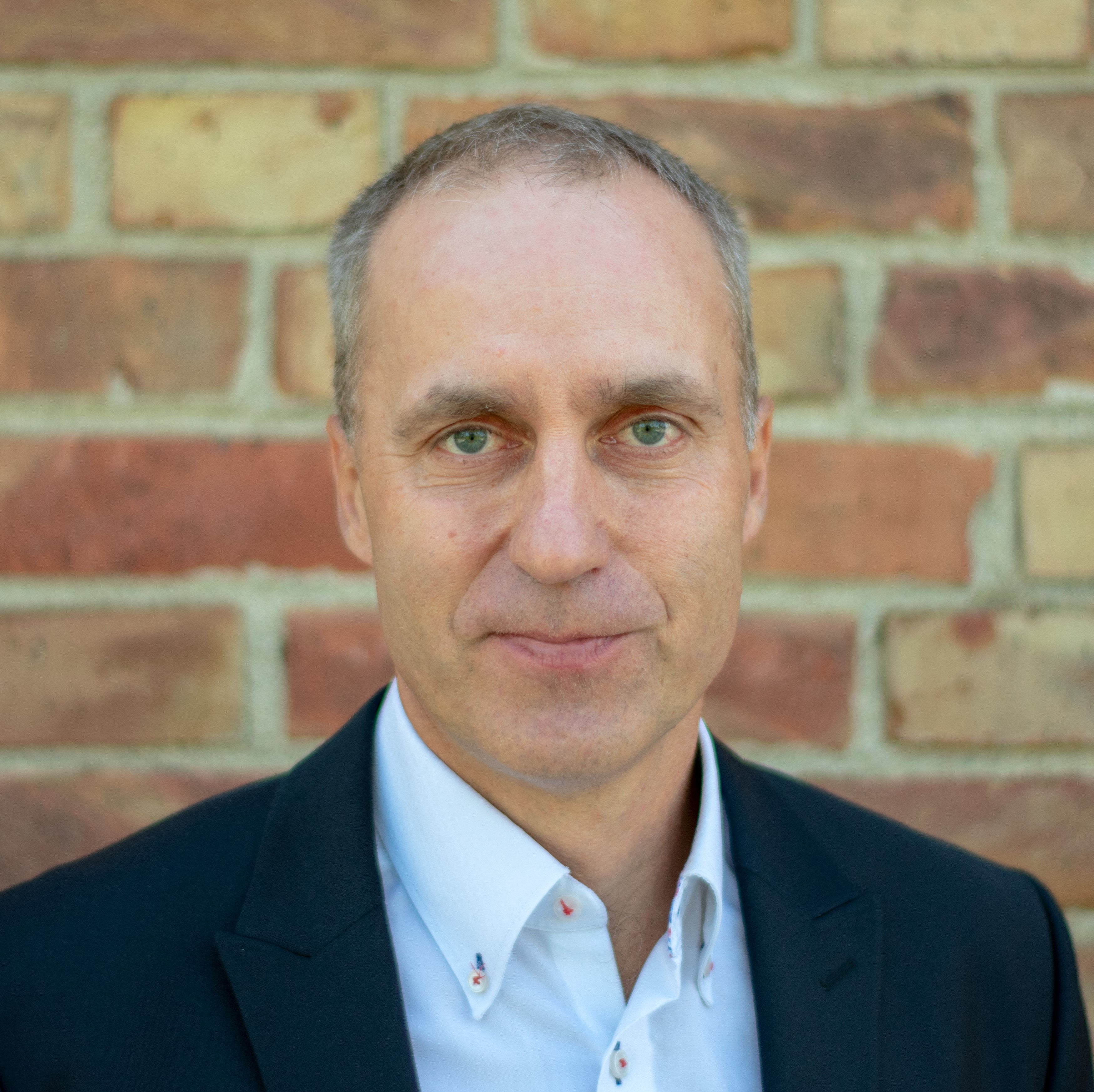
Dieter Brosz (2018)

Dieter Brosz (* 12. November 1968 in Wien) ist ein ehemaliger österreichischer Politiker (Grüne). Er war von 1999 bis 2017 Abgeordneter zum Nationalrat. Brosz war Sport- und Medien-Sprecher des Grünen-Parlamentsklubs. Für einige Monate war Brosz Kabinettchef von Vizekanzler Werner Kogler.

## Ausbildung und beruflicher Werdegang
Dieter Brosz besuchte zwischen 1975 und 1979 die Volksschule in Trumau und wechselte danach an das Gymnasium in Baden bei Wien. 1983 wechselte Brosz an die Handelsakademie in Baden, die er 1988 mit der Matura abschloss. Sein 1988 und bis 1993 betriebenes Studium der Politikwissenschaft an der Universität Wien konnte Brosz nur im ersten Abschnitt abschließen.
Parallel zu seinem Studium arbeitete Brosz zwischen 1991 und 1992 als Mietrechtsberater. 1993 wurde er geschäftsführendes Vorstandsmitglied der Grünen Bildungswerkstatt Niederösterreich, für die er bis 1999 arbeitete.
Ab 2009 studierte er an der Donau-Universität Krems „Politische Kommunikation“ und schloss das Masterstudium 2011 ab. In der Folge absolvierte er verschiedene Verhandlungsausbildungen, unter anderem 2016 jene zum „Certified Global Negotiator“ an der Hochschule St. Gallen.
Seit 2011 ist er Lehrbeauftragter an der Donauuniversität Krems.
Nach seinem Abschied aus der Politik machte sich Brosz im Februar 2018 als Unternehmensberater selbstständig und war in dieser Funktion zuletzt für seinen politischen Mitstreiter Georg Willi tätig. Nach Bildung der Bundesregierung Kurz II im Jänner 2020 wurde er Leiter des Kabinetts von Werner Kogler. Am 27. Mai 2020 wurde bekannt, dass Brosz aus dem Kabinett Kogler ausscheidet. Er trat im Jahr 2021 eine Referentenposition im Sportministerium an.
Brosz ist verheiratet und hat zwei Kinder (* 1998 und 1999).

## Politische Laufbahn
Zwischen 1989 und 1990 war Brosz zunächst Landesfinanzreferent der Grünen Niederösterreich und zwischen 1993 und 1999 hauptberuflich als geschäftsführendes Vorstandsmitglied der Grünen Bildungswerkstatt NÖ angestellt. Von 1998 bis 2017 war Brosz Vorsitzender des Landesausschusses der Grünen Niederösterreich und von 1999 bis 2007 Mitglied im Bundesvorstand der Grünen Bildungswerkstatt. Von Oktober 1999 bis Oktober 2017 vertrat Brosz die Grünen im Nationalrat. Brosz war zunächst Bildungs-, Jugend- und Sportsprecher und seit 2010 Mediensprecher. Von 2003 bis 2017 war er Mitglied der Klubleitung und geschäftsführender Parlamentarier des Grünen Parlamentsklubs.
Brosz galt als Parteistratege und wichtiger Vertrauensmann des ehemaligen Bundessprechers Alexander Van der Bellen.

## Auszeichnungen
- Großes Goldenes Ehrenzeichen für Verdienste um die Republik Österreich (2009)[3]